# 8 cm PAW 600
L'8 cm Panzerabwehrwerfer 600, abbreviato in 8 cm PAW 600, era un cannone controcarri leggero tedesco della seconda guerra mondiale. Era basato sul sistema ad alta/bassa pressione per lanciare proiettili a carica cava.

## Storia

### Premesse
Nel 1943, lo Heer era alle prese con vari problemi per quanto riguarda i cannoni anticarro esistenti. I tedeschi erano entrati in guerra con il 3,7 cm PaK 36, che aveva il vantaggio di essere molto leggero (328 kg), potendo quindi essere spostato a mano dai propri serventi. Nel 1941, questa arma era già superata, non potendo affrontare i pesanti carri armati sovietici ed i blindati britannici. Il sostituto del PaK 36, il 5 cm PaK 38, offriva prestazioni marginalmente superiori ma con un peso di 1 000 kg, che al limite massimo di ciò che i serventi del pezzo potevano effettivamente muovere a mano sul campo di battaglia. Lo sviluppo successivo, il 7,5 cm PaK 40, era molto efficace nel ruolo controcarri ma, con 1 425 kg, non era più adatto per l'uso da parte della fanteria. Necessitava infatti di una squadra più numerosa e di un veicolo per gli spostamenti anche solo dalle postazioni di tiro. Molti caddero intatti in mano nemica semplicemente perché le postazioni erano state raggiunte prima che i serventi riuscissero a spostarli. Oltre a diventare progressivamente più grandi per affrontare i nuovi carri e più pesanti per muoversi agevolmente sul terreno, i cannoni diventavano anche più costosi. Un PaK 36 richiedeva 900 ore di lavoro e 5 730 RM, che salivano a 2 000 ore e 12 000 RM per un PaK 40.
La situazione era tale che nel maggio 1944 la compagnia controcarri di ogni reggimento di fanteria sostituì i cannoni con i lanciarazzi controcarro Panzerschreck, ma la portata effettiva di soli 150 metri non forniva la necessaria copertura anticarro ai reparti. L'unica altra alternativa ai cannoni controcarro leggeri erano i cannoni senza rinculo, ma l'esercito tedesco non era entusiasta di queste armi, che tra i vari difetti richiedevano troppa carica propellente.

### Sviluppo
Nel 1943 venne emessa una specifica per un cannone leggero anticarro che usasse meno propellente di un razzo o di un'arma senza rinculo ma sufficientemente potente e preciso da centrare un bersaglio di un metro quadro a 750 m. Rheinmetall-Borsig propose un progetto per soddisfare questi requisiti utilizzando il principio ad alta e bassa pressione (sistema Hoch-Niederdruck). In questo sistema, i gas ad alta pressione sviluppati dall'esplosione della carica erano confinati nella culatta, relativamente più pesante, e non agivano direttamente sul proietto. I gas si espandevano poi gradualmente nella canna a velocità controllata e minore pressione. La canna e l'affusto potevano così essere particolarmente leggeri.
Erano previsti diversi modelli di semoventi armati con il PAW 600, ma la guerra terminò prima ancora della realizzazione dei prototipi. Se la guerra si fosse prolungata, questo ottimo pezzo avrebbe fatto la differenza sul campo ed avrebbe sostituito i vari cannoni trainati, anticarro e da fanteria.
Verso la fine della guerra la Krupp stava sviluppando una versione più potente, il 10 cm PAW 1000 (o 10H64), che però non entrò mai in produzione. L'arma, con un peso complessivo di 1 000 kg, avrebbe avuto una capacità di penetrazione aumentata a 200 mm e gittata utile controcarri aumentata a 1 000 m.

### Produzione ed impiego
Dal dicembre 1944 furono realizzati 260 cannoni e 34 800 proiettili, con 81 armi consegnate nel gennaio 1945 e 155 nel marzo 1945. I piani prevedevano la realizzazione di 1 000 cannoni con 4 000 000 di munizioni anticarro e 800 000 proiettili HE. Oltre ai pezzi prodotti con lo specifico affusto, furono realizzati esemplari con affusti PaK 38 in eccesso e freno di bocca del PaK 40, leggermente più pesanti.
Secondo l'ordinamento del 1943, il 8H63 sarebbe stato assegnato in 12 esemplari ad ogni compagnia anticarro di 104 uomini, che avrebbe sostituito le compagnie anticarro e di supporto (oltre 300 uomini) dell'organigramma precedente.
Poiché le munizioni erano state sviluppate da quelle del mortaio da fanteria standard, tutti tipi di munizione già disponibili poterono essere rapidamente adattati al PAW 600. La granata ad alto esplosivo (HE) WGrPatr 5071 pesava 4,46 kg, mentre il colpo completo pesava 8,3 kg; poteva essere impiegata con tre cariche di lancio di potenza crescente, con gittate e velocità iniziali rispettivamente di 3 400 m a 220 m/s, 5 600 a 320 m/s e 6 200 a 420 m/s. La gittata massima era doppia rispetto al mortai, con l'ulteriore del fuoco diretto ed indiretto.
I tradizionali cannoni anticarro ad alta pressione erano inefficienti nel supporto alla fanteria, perché le granate HE dovevano avere pareti spesse per resistere alle alte pressioni, a scapito del carico utile esplosivo. Inoltre il limitato settore di elevazione (+22° nel PaK 40) ne limitavano la gittata e l'impiego nel fuoco indiretto contro le postazioni fortificate. Per questo la Wehrmacht aveva sempre affiancato a questi i cannoni d'accompagnamento (come il 7,5 cm leIG 18), distribuiti a livello reggimentale per fornire immediato e diretto supporto di artiglieria alla fanteria. Questo significava che ogni reggimento doveva schierare una compagnia di cannoni di supporto ed una di cannoni controcarro.
Il PAW 600, sparando una granata esplosiva da mortaio, aveva una letalità paragonabile al leIG con una gittata quasi doppia. Con le cariche di lancio multiple, il brandeggio di 55° (ideale per il tiro anticarro) e l'elevazione massima di +32° (per il tiro anche indiretto), il PAW 600 avrebbe consentito la fusione tra il cannone d'accompagnamento ed il cannone anticarro, con il conseguente risparmio sulla produzione, la logistica e la manodopera.

## Tecnica
Il risultato fu il PAW 600 (poi ridenominato 8H63), un'arma di circa 600 kg, meno della metà del PaK 40, pur avendo capacità di penetrazione su corazza paragonabile fino a 750 m. A differenza dei precedenti cannoni anticarro, che impiegavano proiettili di acciaio ad alta velocità per penetrare le pesanti corazzature, il PAV 600 era progettato per sparare un proiettile a carica cava (HEAT). Poiché queste testate erano efficaci solo quando non era impartita rotazione al proietto, il cannone era ad anima liscia. Per semplificarne la progettazione e la produzione, il proiettile fu sviluppato sfruttando come base la granata del mortaio 8 cm Granatwerfer 34. Il bossolo invece derivava da quello dell'obice da 10,5 cm leFH 18.
Il nuovo proietto a carica cava standard fu designato 8 cm GrPatr H1 4462, pesante 2,70 kg. La carica di lancio era costituita d 360 g di Digl B1 P (rispetto ai 3,8 kg di carica del PaK 40) ed assicurava una velocità alla volata di 520 m/s ed una gittata utile di 750 m. La capacità di penetrazione era di 140 mm di corazza verticale ed era paragonabile a quella ottenuta dal PaK 40 con il costoso e raro proiettile PzGr 40 con anima in tungsteno.

## Nomenclatura
Tra il 1944 ed il 1945 i tedeschi cambiarono il loro sistema di designazione delle artiglierie, fino ad allora basato sull'anno di adozione. Ad ogni arma furono assegnati un numero indicante la categoria del calibro, una lettera denotante il tipo di munizionamento usato e le ultime due cifre indicanti il singolo modello.
Nella nuova denominazione 8H63 quindi l'8 indicava la categoria del calibro da 80 mm ed H il gruppo di munizioni impiegate, mentre 63 era il codice del modello in questione. Le munizioni del cannone erano quindi segnate con una M seguita da un numero a 4 cifre: le prime tre indicavano il progetto, l'ultima la categoria di munizione secondo il seguente schema:
| N. | Tipo                    | N. | Tipo             |
| -- | ----------------------- | -- | ---------------- |
| 1  | alto esplosivo          | 5  | gas              |
| 2  | anticarro a carica cava | 7  | incendiario      |
| 3  | anticarro perforante    | 8  | lancia-volantini |
| 4  | HE ad alta capacità     | 9  | da addestramento |
| 5  | fumogena                | 10 | di prova         |